# ダド・マリノ
サルヴァドール・“ダド”・マリノ（Salvador "Dado" Marino、1915年10月15日 - 1989年10月28日）は、アメリカ合衆国出身のプロボクサー。第16代世界フライ級王者。
1940年、アマチュア時代に来日したことがある。第二次世界大戦後、白井義男が日本人初の世界王者となった時の対戦相手となった。

## 白井義男との4戦
- 1951年5月21日、世界フライ級王者として来日し、当時日本のホープだった白井義男とノンタイトル10回戦を行い判定勝ち。
- 同年12月4日、地元ハワイ・ホノルルでの白井との10回戦では7回TKO負けを喫する。
- 1952年5月19日、日本の後楽園球場で白井を挑戦者として迎えるも15回判定負けで王座を失う。
- 同年11月15日、白井の初防衛戦の相手としてリングに上がったが、この時も15回判定で敗れている。

## マネージャー
- マネージャーは有名なハワイのボスである「サッド・サム・イチノセ」（1907年 - 1993年）である。占領下で外国とのコネクションもなく外貨もない、コミッションさえ急拵えの日本において彼なくして白井戦はありえなかった。まさに日本ボクシングの大恩人であるが、反面、彼らの一派である国際興行はフジテレビと組んだ塚原崇司（阿部重作の舎弟で新宿のボス）が登場するまで長く日本における世界戦の利権を掌握していたとされる（ボクシング100年より）。
- 元『ボクシングマガジン』編集長でノンフィクション作家の山本茂はイチノセを一ノ瀬と表記している。
- イチノセと密接な関係にあったと噂されるラルフ円福[2]（442退役軍人会）は、大手ブッキングエージェントGACの極東代理人として永島達司とシド・バーンスタイン（Sid Bernstein）の橋渡しをしたとされる興行界で伝説的な人物である。有名な片腕の上院議員ダニエル・イノウエも442の退役軍人であり、多様なコネクションが伺われる。彼らのグループの多くは逝去したが、ハワイの伝説であるスタンレー伊藤が2012年現在も健在である[3]。ちなみにラルフ円福は第二次世界大戦は442ではなくCIAの前身のひとつであるOSSがビルマ戦線に投入した部隊に所属していた。日本軍にいた実弟と戦後に出会った様子はノンフィクション『引き裂かれた家族』で描かれている。
- サッド（「Sad」悲しみの）の由来は心の内が見えない悲しい顔をしていたとする説とダド・マリノの欧州興行でマリノが勝ち続けたが一向に儲からなかったので「あて」が外れたために「悲しみの」という綽名がついたとする説がある。
- 死して後に名誉の殿堂（hall of fame）入りをしたこの偉大な日系二世の心には常に日本があり、機体フラッグに日の丸をつけた日本航空にパーサーとして勤務していた安部譲二とハワイで再会した折に「by the way（ところで）、lately（ちかごろ）、天子様は swell（お元気）かいの」と若い安部を驚かせたという（安部譲二「殴り殴られ」集英社より）。

## エピソード
与那嶺要と接点があり、一緒に皇居ランニングをしたこともあった。